# خورشیدگرفتگی ۲۵ نوامبر ۲۰۳۰
خورشیدگرفتگی ۲۵ نوامبر ۲۰۳۰ (به انگلیسی: Solar eclipse of November 25, 2030) یک خورشیدگرفتگی از نوع خورشیدگرفتگی کامل است. این خورشیدگرفتگی در تاریخ ۲۵ نوامبر ۲۰۳۰ میلادی (‎۴ آذر ۱۴۰۹ خورشیدی) روی خواهد داد که زمان اوج آن، ساعت ۶:۵۱:۳۷ به‌وقت ساعت هماهنگ جهانی است. مدت زمان و طول این خورشیدگرفتگی ۳ دقیقه و ۴۴ ثانیه خواهد بود.